# Marcq-en-Ostrevent

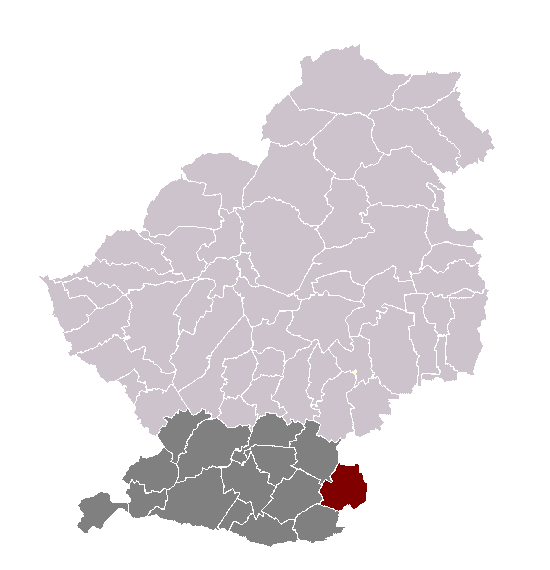
Marcq-en-Ostrevent dins del catntó d'Arleux i el districte de Douai

Marcq-en-Ostrevent és un municipi francès, situat a la regió dels Alts de França, al departament del Nord. L'any 2006 tenia 542 habitants. Limita al nord amb Émerchicourt, a l'est amb Marquette-en-Ostrevant, al sud-est amb Wasnes-au-Bac, al sud-oest amb Féchain, a l'oest amb Fressain i al nord-oest amb Monchecourt.

## Demografia
| 1962                                       | 1968 | 1975 | 1982 | 1990 | 1999 | 2006 |
| ------------------------------------------ | ---- | ---- | ---- | ---- | ---- | ---- |
| 582                                        | 623  | 582  | 514  | 500  | 531  | 542  |
| Des de 1962: població sense dobles comptes |      |      |      |      |      |      |

## Administració
| Període | Identitat     | Partit |
| ------- | ------------- | ------ |
| 2005-   | Georges Dehon |        |